# Amy Jenkins
Amy Jenkins (Swansea, 29 mei 1997) is een actrice uit Wales.

## Filmografie

### Films
- 2006 Maria in Kruistocht in spijkerbroek

### Televisieseries
- 2011 Seren Edwards in Gwaith/Cartref